# Jan Vos (football)
Pour les articles homonymes, voir Jan Vos.
Jan Vos, né le 17 avril 1888 à Utrecht et mort le 25 août 1939 à Dordrecht, est un footballeur international néerlandais. Il participe aux Jeux olympiques d'été de 1912, remportant la médaille de bronze avec les Pays-Bas.

## Biographie
Jan Vos reçoit 15 sélections en équipe des Pays-Bas entre 1912 et 1914, inscrivant 10 buts.
Il joue son premier match en équipe nationale le 16 mars 1912, en amical contre l'Angleterre (défaite 4-0 à Kingston-upon-Hull).
Il participe aux Jeux olympiques d'été de 1912 organisés en Suède. Lors du tournoi olympique, il joue quatre matchs, inscrivant huit buts. Il inscrit un doublé contre la Suède, puis un but contre l'Autriche. Il marque ensuite un quintuplé contre la Finlande.
Il inscrit ses deux derniers buts en avril 1914, contre l'Allemagne et la Belgique. Il reçoit sa dernière sélection le 17 mai 1914, contre le Danemark (défaite 4-3 à Copenhague).

## Palmarès

### Jeux olympiques
- Jeux olympiques de 1912 :
  -  Médaille de bronze.